# Argentina na Letních olympijských hrách 2008
Argentina se účastnila Letní olympiády 2008 v 19 sportech. Zastupovalo ji 138 sportovců.

## Medailové pozice
| Medaile | Jméno | Sport         | Disciplína    |
| ------- | --- | ------------- | ------------- |
| Zlato   | Juan Esteban Curuchet Walter Pérez | Cyklistika    | madison 50 km |
| Zlato   | Oscar Ustari Ezequiel Garay Luciano Fabián Monzón Pablo Zabaleta Fernando Gago Federico Fazio José Ernesto Sosa Éver Banega Ezequiel Lavezzi Juan Román Riquelme Ángel Di María Nicolás Pareja Lautaro Acosta Javier Mascherano Lionel Messi Sergio Agüero Diego Buonanotte Sergio Romero Nicolás Navarro Trenér: Sergio Batista | Kopaná        | turnaj mužů   |
| Bronz   | Družstvo mužů | Basketbal     | Turnaj mužů   |
| Bronz   | Paula Paretová | Judo          | do 48 kg      |
| Bronz   | Carlos Espínola Santiago Lange | Jachting      | třída tornado |
| Bronz   | Družstvo žen | Pozemní hokej | turnaj žen    |

## Atletika
Hod diskem
- Jorge Balliengo
- Barbara Rocio Combaová

Skok o tyči
- German Chiaraviglio
- Alejandra Garcíaová

Hod kladivem
- Juan Cerra
- Jennifer Dahlgrenová

Běh na 800 metrů
- Leonardo Price

Běh na 1500 metrů
- Javier Carriqueo

Chůze na 20 km
- Juan Manuel Cano

Hod oštěpem
- Pablo Pietrobelli

Vrh koulí
- Germán Luján Lauro

## Basketbal
Luis Scola, Manu Ginóbili, Román González, Fabricio Oberto, Pablo Prigioni, Antonio Porta, Carlos Delfino, Paolo Quinteros, Leonardo Gutiérrez, Andrés Nocioni, Juan Pedro Guitérrez, Federico Kammerichs

## Box
Ezequiel Maderna

## Kanoistika
Miguel Correa, Estefania Fontanini

## Cyklistika
Darío Gasco, Ramiro Marino Cristian, Díaz María Belén Dutto, Becerine Gabriela, Luciano Caracioli, Alejandro Borrajo, Juan José Haedo, Matías Medici, Juan Esteban Curuchet, Walter Pérez

## Jezdectví
José María Larocca

## Šerm
Alberto Ignacio González Viaggio

## Pozemní hokej, ženy
Paola Vukojicic, Belén Succi, Magdalena Aicega, Mercedes Margalot, Mariana Rossi, Noel Barrionuevo, Gisele Kaňevsky, Claudia Burkart, Luciana Aymarová, Mariné Russo, Mariana González Oliva, Soledad García, Alejandra Gulla, María de la Paz Hernández, Carla Rebecchi, Rosario Luchetti

## Fotbal, muži
Oscar Ustari, Sergio Romero, Ezequiel Garay, Luciano Monzón, Pablo Zabaleta, Federico Fazio, Nicolás Pareja, Fernando Gago, José Ernesto Sosa, Éver Banega, Juan Román Riquelme, Ángel Di María, Javier Mascherano, Ezequiel Lavezzi, Lautaro Acosta, Lionel Messi, Sergio Agüero, Diego Buonanotte

## Fotbal, ženy
Guadalupe Calello, Vanina Correa, Eva González, Yesica Arrien, Marisa Gerez, Gabriela Chávez, Daiana Cardone, Florencia Mandrile, Mariela Coronel, Fabiana Vallejos, María Quiňones, María Blanco, Ludmila Manicler, Emilia Mendieta, María Potassa, Andrea Ojeda, Mercedes Pereyra, Analía Almeida

## Judo
Miguel Albarracín, Mariano Bertolotti, Emmanuel Lucenti, Diego Rosatti, Eduardo Costa, Sandro López, Paula Paretová, Daniela Krukover, Lorena Briceňo

## Veslování
Santiago Fernández, Gabriela Best

## Jachting
Mariano Reutemann, Julio Alsogaray, Javier Conte Juan de la Fuente, Florencia Gutierrez, Cecilia Carranza, Monsegur Consuela Maria Fernanda Sesto, Carlos Espínola Santiago Lange

## Střelba
Juan Carlos Dasque

## Plavání
Sergio Andrés Ferreyra, José Meolans, Andrés González, Juan Martín Pereyra, Eduardo Germán Otero, Damián Blaum, Georgina Bardach, Cecilia Biagioli, Agustina De Giovanni, Liliana Guiscardo, Antonella Bogarín

## Stolní tenis
Song Liu, Pablo Ariel Tabachnik

## Taekwondo
Vanina Sánchez Berón

## Tenis
Agustín Calleri, Guillermo Cañas, David Nalbandian, Juan Mónaco, Gisela Dulková, Betina Jozamiová

## Plážový volejbal
Martín Conde, Mariano Baracetti

## Vzpírání
Carlos Espeleta, Nora Koppel